# Crystal Dynamics
Crystal Dynamics är ett amerikanskt företag som utvecklar datorspel. Företaget grundades 1992. Företaget är bland annat känt för spelserien Gex, och de senare utgåvorna av Tomb Raider-spelen.
I maj 2022 meddelade bolagets dåvarande ägare Square Enix att man skulle sälja flera tillgångar, däribland Crystal Dynamics, till Embracer Group.

## Ludografi
| År   | Titel                                        | Plattformar                                                                                       | Utgivare                                          |
| ---- | -------------------------------------------- | ------------------------------------------------------------------------------------------------- | ------------------------------------------------- |
| 1993 | Crash 'n Burn                                | 3DO                                                                                               | Crystal Dynamics                                  |
| 1994 | Total Eclipse                                | 3DO, PlayStation                                                                                  | Crystal Dynamics                                  |
| 1994 | Off-World Interceptor                        | 3DO, PlayStation, Sega Saturn                                                                     | Crystal Dynamics                                  |
| 1994 | Samurai Shodown                              | 3DO                                                                                               | Crystal Dynamics                                  |
| 1995 | Gex                                          | 3DO, PlayStation, Sega Saturn, Windows                                                            | Crystal Dynamics, Microsoft                       |
| 1995 | Solar Eclipse                                | PlayStation, Sega Saturn                                                                          | Crystal Dynamics                                  |
| 1996 | 3D Baseball                                  | PlayStation, Sega Saturn                                                                          | Crystal Dynamics                                  |
| 1997 | Pandemonium 2                                | PlayStation, Windows                                                                              | Midway Games                                      |
| 1998 | Gex: Enter the Gecko                         | Nintendo 64, PlayStation, Windows                                                                 | Midway Games                                      |
| 1999 | Akuji the Heartless                          | PlayStation                                                                                       | Eidos Interactive                                 |
| 1999 | Gex 3: Deep Cover Gecko                      | Nintendo 64, PlayStation                                                                          | Eidos Interactive                                 |
| 1999 | Legacy of Kain: Soul Reaver                  | Dreamcast, PlayStation, Windows                                                                   | Eidos Interactive                                 |
| 2000 | Walt Disney World Quest: Magical Racing Tour | Dreamcast, PlayStation, Windows                                                                   | Eidos Interactive                                 |
| 2001 | Soul Reaver 2                                | PlayStation 2, Windows                                                                            | Eidos Interactive                                 |
| 2001 | Mad Dash Racing                              | Xbox                                                                                              | Eidos Interactive                                 |
| 2002 | Blood Omen 2                                 | GameCube, PlayStation 2, Windows, Xbox                                                            | Eidos Interactive                                 |
| 2003 | Legacy of Kain: Defiance                     | PlayStation 2, Windows, Xbox                                                                      | Eidos Interactive                                 |
| 2003 | Whiplash                                     | PlayStation 2, Xbox                                                                               | Eidos Interactive                                 |
| 2005 | Project: Snowblind                           | PlayStation 2, Windows, Xbox                                                                      | Eidos Interactive                                 |
| 2006 | Tomb Raider: Legend                          | GameCube, PlayStation 2, PlayStation 3, PlayStation Portable, Windows, Xbox, Xbox 360             | Eidos Interactive                                 |
| 2007 | Tomb Raider: Anniversary                     | macOS, PlayStation 2, PlayStation 3, PlayStation Portable, Wii, Windows, Xbox 360                 | Eidos Interactive                                 |
| 2008 | Tomb Raider: Underworld                      | macOS, PlayStation 2, PlayStation 3, Wii, Windows, Xbox 360                                       | Eidos Interactive                                 |
| 2010 | Lara Croft and the Guardian of Light         | Android, BlackBerry PlayBook, iOS, Nintendo Switch, PlayStation 3, Stadia, Windows, Xbox 360      | Square Enix                                       |
| 2013 | Tomb Raider                                  | Linux, macOS, Nvidia Shield TV, PlayStation 3, PlayStation 4, Stadia, Windows, Xbox 360, Xbox One | Square Enix                                       |
| 2014 | Lara Croft and the Temple of Osiris          | Nintendo Switch, PlayStation 4, Stadia, Windows, Xbox One                                         | Square Enix                                       |
| 2015 | Rise of the Tomb Raider                      | Linux, macOS, PlayStation 4, Stadia, Windows, Xbox 360, Xbox One                                  | Microsoft Studios, Square Enix, Feral Interactive |
| 2018 | Shadow of the Tomb Raider                    | Linux, macOS, PlayStation 4, Stadia, Windows, Xbox One                                            | Square Enix                                       |
| 2020 | Marvel's Avengers                            | PlayStation 4, PlayStation 5, Stadia, Windows, Xbox One, Xbox Series X/S                          | Square Enix                                       |
| TBA  | Perfect Dark                                 | TBA                                                                                               | Xbox Game Studios                                 |
| TBA  | Ej namngivetTomb Raider-spel                 | TBA                                                                                               | Amazon Games                                      |